# Zonnescherm
Een zonnescherm, soms luifel genoemd, is een zonwering die aan de buitenzijde van een gebouw aan de gevel is opgehangen. Zonneschermen maken gebruik van textiel en kunnen met diverse handmatige bedieningen of met behulp van een elektromotor worden opgehaald en neergelaten.

## Verschillende typen zonneschermen

### Markiezen

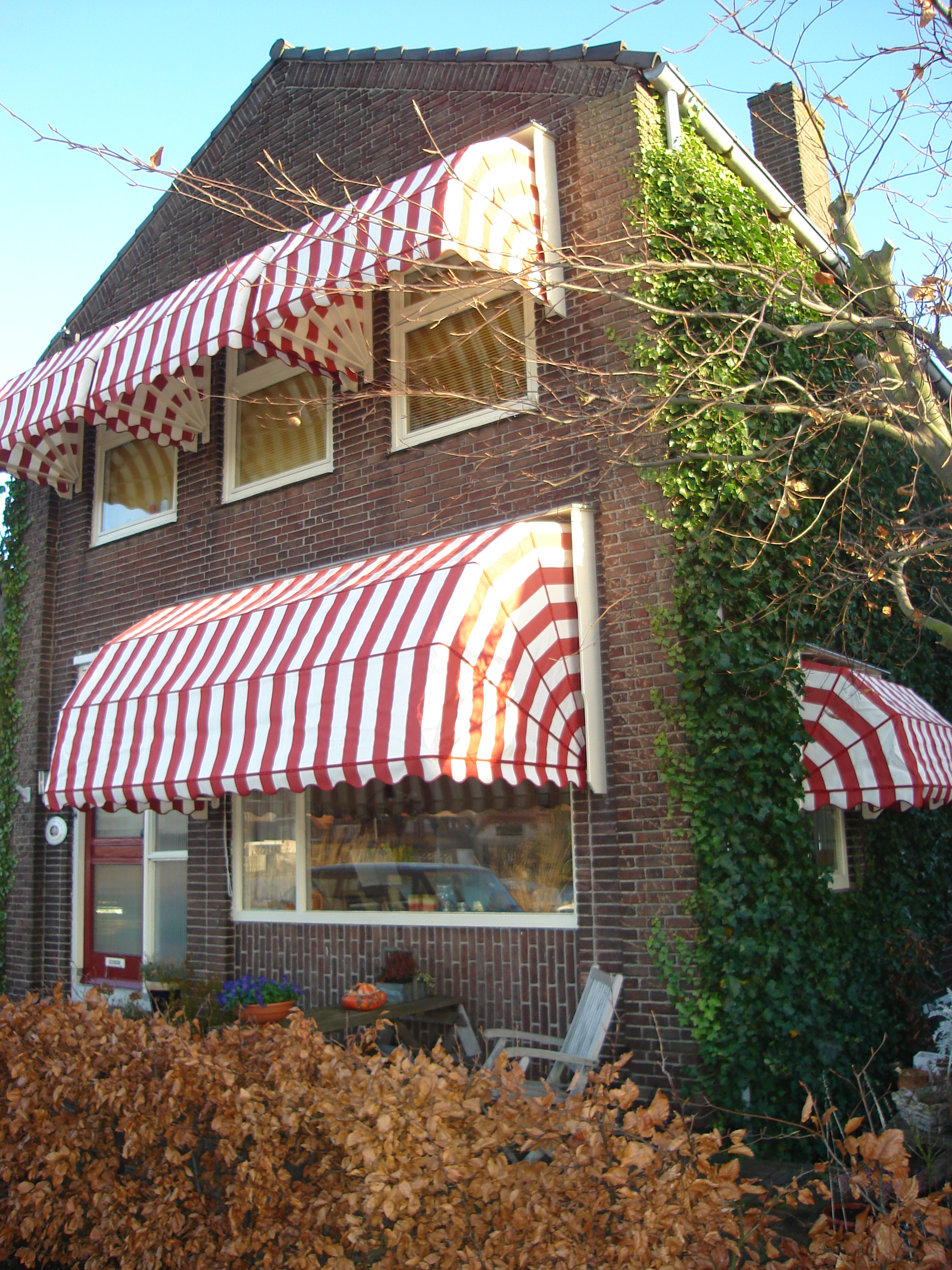
markiezen

De markies als zonwering is een van de eerste soorten zonwering gebruikt in Europa. Vergeleken met andere soorten zonwering is een markies heel effectief, doordat niet alleen de voorzijde, maar ook de zijkanten bekleed zijn met doek.
Het frame van een markies is opgebouwd uit minimaal 4 houten of aluminium U-vormige raamwerken die door middel van scharnieren aan elkaar zijn verbonden. Boven een markies wordt een horizontale plank en aan de twee zijkanten een verticale plank gemonteerd, zodat het doek van een markies in opgetrokken toestand droog blijft en beschermd wordt tegen vuil.
Om meer doorloophoogte en/of een grotere hoogte ('uitval') te creëren, kan er gekozen worden voor speciale modellen, zoals het 'petmodel' of het 'klapmodel'.
De bediening van een markies bestaat uit één of meer koorden en markieskatrollen. Als een markies opgetrokken wordt, kan het koord aan een kikker op de muur of het kozijn worden vastgemaakt. De bediening kan ook worden uitgevoerd met behulp van een staaldraad met lier of met behulp van een buismotor.

### Uitvalschermen

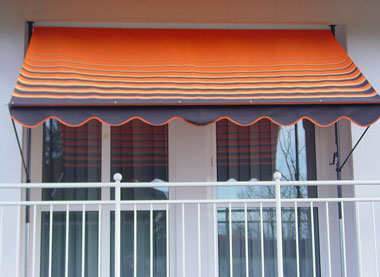
Uitvalscherm

Uitvalschermen (ook wel: vensterzonwering) bestaan meestal uit een kap met daarin een doekbuis, daaromheen zit een (acryl) doek dat met behulp van twee armen tot meer dan 90 graden kan zakken. Bij insturen wordt het doek weer opgerold op de doekrol die zich aan de gevel bevindt.
Waar het gebruik van elektromotorbediening ook bij dit type zonwering sterk in opkomst is wordt er nog veel gebruikgemaakt van diverse types handbedieningen. Hierbij zijn bediening met band of met een draaistang erg populair. In mindere mate komt ook bediening door middel van een staaldraadlier of koord voor.
Brede en hoog opgehangen schermen moeten vaak uitgevoerd worden met "windvaste armen". Hier zitten veren in. Dikkere veren worden stormvast genoemd, ook worden er soms gasveren toegepast. Deze veren drukken via een constructie het scherm naar beneden zodat het scherm minder snel door een windvlaag wordt opgetild.
Naast de standaard vallende armsystemen zijn er ook diverse varianten, zoals de val-arm (waarbij de zonwering eerst verticaal valt alvorens nog met de armen naar voren te vallen) en de duplex glij-arm (waarbij de uitvalarmen op het achterprofiel naar boven glijden bij het uitsturen, waardoor een betere doorloophoogte ontstaat).

### Knikarmschermen

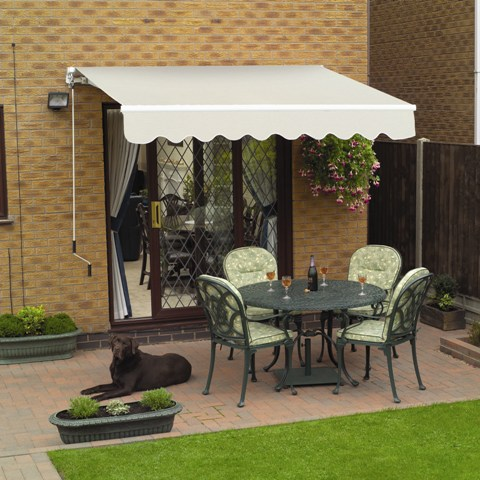
knikarmscherm

Knikarmschermen (ook wel: terraszonwering) hebben, net als uitvalschermen, een rol aan de bovenzijde waaromheen een doek is gewikkeld. Ook hier zit bijna altijd een kap en tegenwoordig zit het geheel (vaak ook de armen) in een cassette. Aan de zijkant zitten armverbinders die de achterkant van knikarmen vasthouden. De knikarmen lopen naar de voorlijst of het cassettefront. Door de scharnieren van de armen lopen kabels of synthetische banden die vastzitten aan veren die aldus onder spanning staan. Dankzij de armverbinder kunnen de armen variabel onder een schuine hoek t.o.v. de gevel ingesteld worden.
De bediening kan handmatig gebeuren maar vaak wordt er gebruikgemaakt van een ingebouwde buismotor.

### Screens (verticale zonwering)
Screens (ook wel:vlakhangende zonwering) hebben een gesloten kast met daarin een rol waaromheen doek is gewikkeld. Het doek loopt verticaal naar beneden voor het glas. Aan de onderzijde van het doek zit een onderlijst. Aan het uiteinde van de onderlijst zitten uitstekende nokken die in zijgeleiders lopen, en ervoor zorgen dat het doek vlak blijft, en zodoende een redelijk windvaste situatie creëren.
Een variant van de vlakhangende zonwering is het type waarvan het doek aan de zijranden is voorzien van pees, die door een speciaal profiel loopt. Deze variant wordt wel ritsscreen of zipscreen genoemd, vanwege de gelijkenis met een rits. Dit principe zorgt ervoor dat een screen bestand is tegen grotere windvlagen en niet kan gaan klapperen. Bovendien is een dergelijk type zonwering tevens insectenwerend, door het ontbreken van spleten en kieren tussen doek en systeem.

## Windbestendigheid
Naast de bovengenoemde screens met een zogenaamde ritsgeleiding, boden (en bieden) fabrikanten diverse windvaste screenvarianten aan. Een veelgebruikte technische oplossing hierin is een systeem wat in de zijgeleiders aan de onderzijde aangebracht is: de onderlijst zakt door een kliksysteem; door het weer iets omhoog bewegen van de screen blokkeert deze en is er een windvaste situatie ontstaan.
Bij een andere oplossing spant men geleidingskoorden of -touwtjes aan weerszijden van het doek. De onderlat bevat aan ieder uiteinde een oogje of ring waardoor de onderlat (en diengevolge het doek) door de koorden in positie wordt gehouden.

## Doekmateriaal
Voor uitvalschermen en knikarmschermen wordt meestal acryldoek gebruikt. Als het een effen gekleurd doek betreft dan kan het uit een stuk worden gemaakt; bij meerdere kleuren worden vaak banen aan elkaar genaaid.
De laatste tijd bestaat er een trend om het doek te sealen (ook wel: verlijmen). Dit komt mede door de invoering van polyesterdoeken.
Bij screens wordt het meest glasvezeldoek toegepast. Dat zorgt ervoor dat het zicht naar buiten niet helemaal is verdwenen. Maar ook hier kunnen acryldoeken worden toegepast.